# Per Södermark (ämbetsman)
Per Gustaf Södermark, född den 7 februari 1863 i Klara församling, Stockholm, död den 27 september 1952 i Engelbrekts församling, Stockholm
,, var en svensk ämbetsman och musiker. Han var son till Per Södermark och sonson till Olof Johan Södermark, båda konstnärer.

## Biografi
Under studietiden i Uppsala var Södermark aktiv i Orphei Drängar och deltog i körens färd till Köpenhamn 1888 och till Paris 1900. Södermark blev juris kandidat 1888, vice häradshövding 1890, ombudsman i Statskontoret 1896 och var notarie i Domänstyrelsen 1897–1900. Han blev statskommissarie och byråchef i Statskontoret 1900 och var myndighetens generaldirektör och chef 1918–1930. Södermark blev sekreterare i försvarskommittén 1907 och i 1:a försvarsberedningen 1911, ledamot av pensionsfondskommittén 1915, tillförordnad expeditionschef i Finansdepartementet vissa tider under 1909 och 1910, sakkunnig i samma departement för vissa utredningar och ledamot av styrelsen för Civilstatens änke- och pupillkassa 1912–1929. 
Södermark blev ledamot av Kungliga Patriotiska Sällskapets förvaltningsutskott 1918, vice ordförande 1929 och ordförande 1930. Han blev ordförande i pensionskommittén 1921, överrevisor för Sveriges statsarbetare 1921–1934, vice ordförande i besparingskommittén 1923, av Kungl. Maj:ts förordning ordförande i AB Radiotjänst 1925–1936, i Stockholms konsertförening 1925–1931, i hovkapellets pensionsinrättning 1924, i Sällskapet för svenska kvartettsångens befrämjande 1924, i Nobelstiftelsens revisorer 1928, i Svenska jordbrukskreditkassan 1930–1936, i Stockholms stads bostadskreditförening 1930. Han var aktiv deltagare i Mazerska kvartettsällskapet (pianostämma) och blev ledamot av Kungliga Musikaliska Akademien 1906.